# Thelyphonus schnehagenii
Thelyphonus schnehagenii är en spindeldjursart som beskrevs av Kraepelin 1897. Thelyphonus schnehagenii ingår i släktet Thelyphonus och familjen Thelyphonidae. Inga underarter finns listade i Catalogue of Life.